# Debitering
Debitering innebär att ett krav på betalning påförs någon. I transaktioner mellan företag och/eller privatpersoner innebär detta oftast en fakturering.
Inom bokföring innebär debiteringen att belopp tillförs och dras ifrån olika typer av konton:
- att debitera ett skuldkonto innebär att skulderna minskar
- att debitera ett kostnadskonto (även utgiftskonto) innebär att kostnaderna ökar
- att debitera ett intäktskonto innebär att intäkterna minskar
- att debitera ett tillgångskonto innebär att tillgångarna ökar.